# Повенецкий залив
Повене́цкий зали́в — крупный залив в северо-восточной части Онежского озера на территории Республики Карелия.
Залив расположен к северо-западу от Заонежского залива. Протяжённость — около 60 км, наибольшая ширина — около 18 км.
Берега залива в основном высокие, поросшие смешанным лесом. Грунт в заливе — ил, глина и песок.
В северо-восточной части Повенецкого залива расположена Повенецкая губа. Берега губы низкие, поросшие смешанным лесом и кустарником. Грунт в губе в основном — ил. Повенецкая губа разделена Повенецкими островами на две части: восточную и западную. В берега Повенецкой губы вдаётся множество небольших бухт и заливов:
- Бухта Повенецкая, на северном берегу которой расположен посёлок Повенец и вход в Беломорско-Балтийский канал.
- Губа Кочгуба
- Губа Войгуба
- Губа Ижгуба
- Губа Щучья

Острова: Берёзовые, Лебяжьи, Заячьи, Поростров, Пётр, Кужостров.
В вершине северо-восточной части Повенецкого залива расположена Большая губа, на берегу которой находится город Медвежьегорск и посёлок Пиндуши. Берега губы высокие, покрыты смешанным лесом, грунт в основном — ил. Посредине губы Большая располагается остров Кильостров. В берега Большой губы вдаются небольшие заливы:
- Губа Медвежья
- Губа Пергуба
- Губа Лумбуша
- Губа Кумсгуба

На юго-западном берегу Повенецкого залива расположены сельские поселения — Толвуя, Падмозеро и Шуньга. В этой части Повенецкого залива расположено несколько мелководных заливов:
- Губа Толвуйская
- Губа Шуньга
- Губа Святуха
- Губа Кефтеньгуба

Острова: Сал, Корела, Палеостров, Речной, Дубостров.
В ноябре 1935 г. в Повенецком заливе наткнулся на мель и затонул буксир "Пила-рыба", погибло 2 человека, 29 спасено повенецкими рыбаками. В 1936 г. пароход поднят ЭПРОНом.